# Powiat Mohács
Powiat Mohács, powiat Mohacz (węg. Mohácsi járás) – jeden z dziewięciu powiatów komitatu Baranya na Węgrzech. Siedzibą władz jest miasto Mohacz (węg. Mohács).

## Miejscowości powiatu Mohács
- Babarc
- Bár
- Belvárdgyula
- Bezedek
- Bóly
- Borjád
- Dunaszekcső
- Erdősmárok
- Feked
- Geresdlak
- Görcsönydoboka
- Hásságy
- Himesháza
- Homorúd
- Ivándárda
- Kisbudmér
- Kisnyárád
- Kölked
- Lánycsók
- Lippó
- Liptód
- Majs
- Maráza
- Máriakéménd
- Mohacz (węg. Mohács)
- Monyoród
- Nagybudmér
- Nagynyárád
- Olasz
- Palotabozsok
- Pócsa
- Sárok
- Sátorhely
- Somberek
- Szajk
- Szebény
- Szederkény
- Székelyszabar
- Szűr
- Töttös
- Udvar
- Véménd
- Versend